# Pala (Mortágua)
Pala ist eine portugiesische Ortschaft und Gemeinde in der Region Região de Coimbra.

## Geschichte
Funde wie ein Menhir in der Serra de Linhar de Pala belegen eine vorgeschichtliche Besiedlung. Der heutige Ort entstand vermutlich im Verlauf der mittelalterlichen Reconquista.
Das Gemeindegebiet gehörte dem Grafen Ovieco Garcia, der es im 10. Jahrhundert dem Kloster Lorvão vermachte. Nach Enteignungen durch Portugals ersten König Dom Afonso Henriques fiel das Gebiet der Gemeinde Pala an die Krone. Nach Gründung des Klosters Santa Cruz in Coimbra 1131 unterstellte der König die Gemeinde 1132 dem neuen Kloster.
Im Verlauf der dritten Napoleonischen Invasion Portugals führte General Masséna die französische Armee 1810 durch die Gemeinde Pala. Von ihren Plünderungen und den einfallsreichen Tricks der Bewohner, sich diesen zu erwehren, kursieren Legenden bis heute in der Gemeinde.

## Verwaltung
Pala ist Sitz einer gleichnamigen Gemeinde (Freguesia) im Kreis Mortágua im Distrikt Viseu. In ihr leben 859 Einwohner auf einer Fläche von 49 km² (Stand 19. April 2021).
Folgende Ortschaften liegen in der Gemeinde:
- Carvalhal
- Eirigo
- Laceiras
- Linhar de Pala
- Macieira
- Monte dos Lobos
- Moutinhal
- Ortigosa
- Pala
- Palheiros de Baixo
- Palheiros de Cima
- Palinha
- Paredes
- Sardoal
- Sernadas
- Tarrastal
- Vila Pouca

## Sehenswürdigkeiten
Die insgesamt etwa 30 Meter hohen Wasserfälle Quedas de Água das Paredes beim Gemeindeort Paredes gelten als wichtigster Anziehungspunkt für Besucher, Wanderwege führen dorthin, insbesondere der thematische Percurso Pedestre das Quedas de Água das Paredes.
Im Höhenzug Serra de Linhar de Pala ist ein Menhir zu sehen, A pedra da Moira genannt.
Zwei geschützte Baudenkmäler befinden sich in der Gemeinde:
- die Gemeindekirche Igreja Paroquial de Pala, nach ihrem Schutzpatron auch Igreja de São Gens[4]
- der Wallfahrtsort Santuário de Nossa Senhora de Chão de Calvos, mit seinem 1764 gespendeten Taufstein[5]

Weitere Sakralbauten in der Gemeinde sind die Kapellen Capela da Senhora do Desterro, Capela da Senhora da Agonia, Capela de Santa Luzia und die Capela da Senhora dos Aflitos.
Im Gemeindeort Macieira sind eine Korbflechterei und der Staudamm Barragam da Macieira zu sehen.
Im Gemeindeort Motinha besteht ein Schießstand mit kleinem Freizeitpark (Parque de lazer da carreira de tiro do Moitinha).

## Persönlichkeiten
- Tomás da Fonseca (1877–1968), Politiker und Schriftsteller aus Laceiras
- Branquinho da Fonseca (1905–1974), Schriftsteller  aus Laceiras, Sohn des Tomás da Fonseca